# Bass Reeves
Bass Reeves (julho de 1838 - 12 de janeiro de 1910) foi um policial americano. Ele foi o primeiro delegado negro dos EUA no Oeste. Ele trabalhou principalmente no Arkansas e no Território de Oklahoma.  Durante sua longa carreira, ele teve em seu registro mais de 3.000 prisões de criminosos perigosos, e disparou e matou 14 deles em legítima defesa.

## Biografia
Reeves nasceu escravo no Condado de Crawford, em 1838. Ele recebeu o nome de seu avô, Bass Washington. Reeves e sua família foram escravizados pelo legislador do estado de Arkansas, William Steele Reeves. Quando Bass tinha oito anos (cerca de 1846), William Reeves mudou-se para Grayson County, Texas, perto de Sherman na colônia Peters. Parece plausível que Reeves tenha sido mantido em cativeiro pelo filho de William Steele Reeves, o coronel George R. Reeves - um xerife texano, legislador e ex-presidente da Câmara dos Representantes do Texas até sua morte por raiva em 1882.
Quando a Guerra Civil Americana começou, George Reeves se juntou ao Exército Confederado, forçando Bass a ir com ele. Em algum momento durante a Guerra Civil, ele ganhou sua liberdade. Um relato lembra como Bass Reeves e George Reeves tiveram uma briga por causa de um jogo de cartas. Bass espancou severamente George e fugiu para o território indígena, onde viveu entre os Cherokee, Creeks e Seminoles. Bass ficou com essas tribos nativas americanas e aprendeu suas línguas até ser libertado pela abolição da escravidão pela Décima Terceira Emenda em 1865.
Como um liberto, Reeves mudou-se para Arkansas e cultivou perto de Van Buren.

## Carreira
Reeves e sua família cultivaram até 1875, quando Isaac Parker foi nomeado juiz federal para o Território Indígena. Parker nomeou James F. Fagan como marechal dos EUA, instruindo-o a contratar 200 vice-marechais dos EUA. Fagan tinha ouvido falar de Reeves, que conhecia o Território e falava várias línguas nativas. Reeves foi designado vice-marechal dos Estados Unidos para o Distrito Ocidental de Arkansas, que também era responsável pelo Território da Reserva Nativa. Ele serviu lá até 1893. Naquele ano ele se transferiu para o Distrito Leste do Texas em Paris, Texas, por um curto período. Em 1897, ele foi transferido novamente, servindo no Tribunal Federal de Muskogee no Território Nativo.

Reeves trabalhou por 32 anos como oficial de paz federal no território indígena e se tornou um dos deputados mais valiosos do juiz Parker. Reeves trouxe alguns dos fugitivos mais perigosos da época; ele nunca foi ferido, apesar de ter seu chapéu e cinto acertados em ocasiões diferentes.

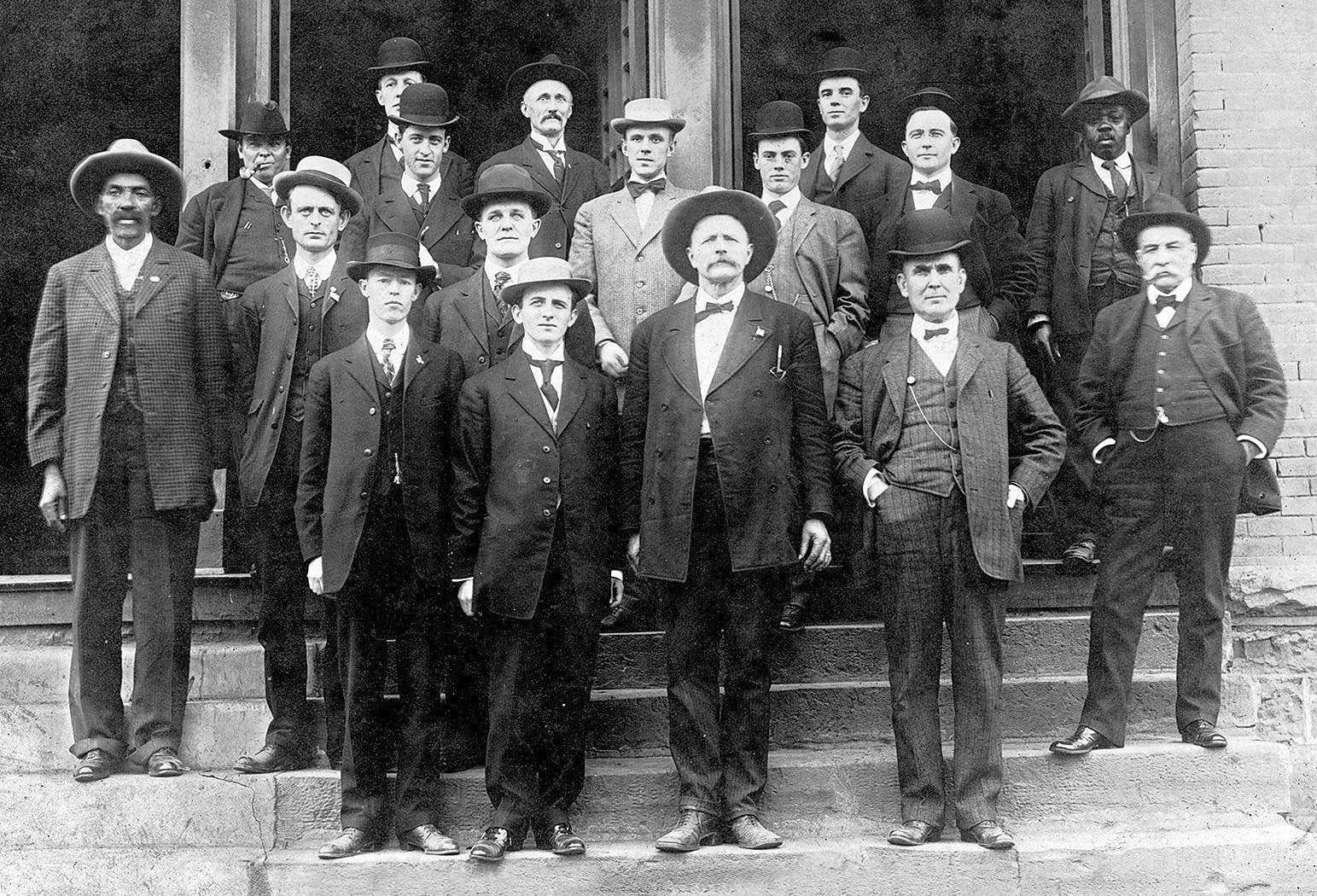
Reeves (esquerda) com um grupo de Marshals em 1907

Além de ser um atirador com rifle e revólver, Reeves desenvolveu habilidades superiores de detetive durante sua longa carreira. Quando se aposentou em 1907, Reeves tinha em seu registro mais de 3.000 prisões de criminosos. Ele matou 14 bandidos para defender sua vida. Reeves teve que prender seu próprio filho por assassinato; Benjamin "Bennie" Reeves foi acusado do assassinato de sua própria esposa. Apesar de estar perturbado e profundamente abalado com o incidente, Reeves insistiu na responsabilidade de levar Bennie à justiça. Bennie foi posteriormente capturado, julgado e condenado. Ele cumpriu 11 anos em Fort Leavenworth, no Kansas, antes de sua sentença ser comutada; ele supostamente viveu o resto de sua vida como um cidadão modelo.
Quando Oklahoma se tornou um estado em 1907, Reeves, então com 68 anos, tornou-se oficial do Departamento de Polícia de Muskogee. Ele serviu por dois anos antes de ficar doente e se aposentar.

## Anos posteriores e morte
O próprio Reeves já foi acusado de assassinar um cozinheiro do pelotão. Em seu julgamento perante o juiz Parker, Reeves afirmou ter atirado no homem por engano enquanto limpava sua arma. Reeves acabou acreditando e absolvido, possivelmente com base em seu histórico excepcional.
A saúde de Reeves começou a piorar ainda mais depois de se aposentar. Ele morreu de doença de Bright (nefrite) em 12 de janeiro de 1910.

## Família e descendentes
Reeves foi casado duas vezes e teve onze filhos. Em 1864 ele se casou com Nellie Jennie (falecida em 1896) e, após sua morte, Winnie Sumter (1900–1910). Seus filhos se chamavam Newland, Benjamin, George, Lula, Robert, Sally, Edgar, Bass Jr., Harriet, Homer e Alice.
Ele era tio-avô de Paul L. Brady, que se tornou o primeiro homem negro nomeado juiz federal de direito administrativo em 1972.
Seu tataraneto é o jogador da National Hockey League Ryan Reaves. O avô de Ryan Reaves mudou para Reaves com A.

## Legado

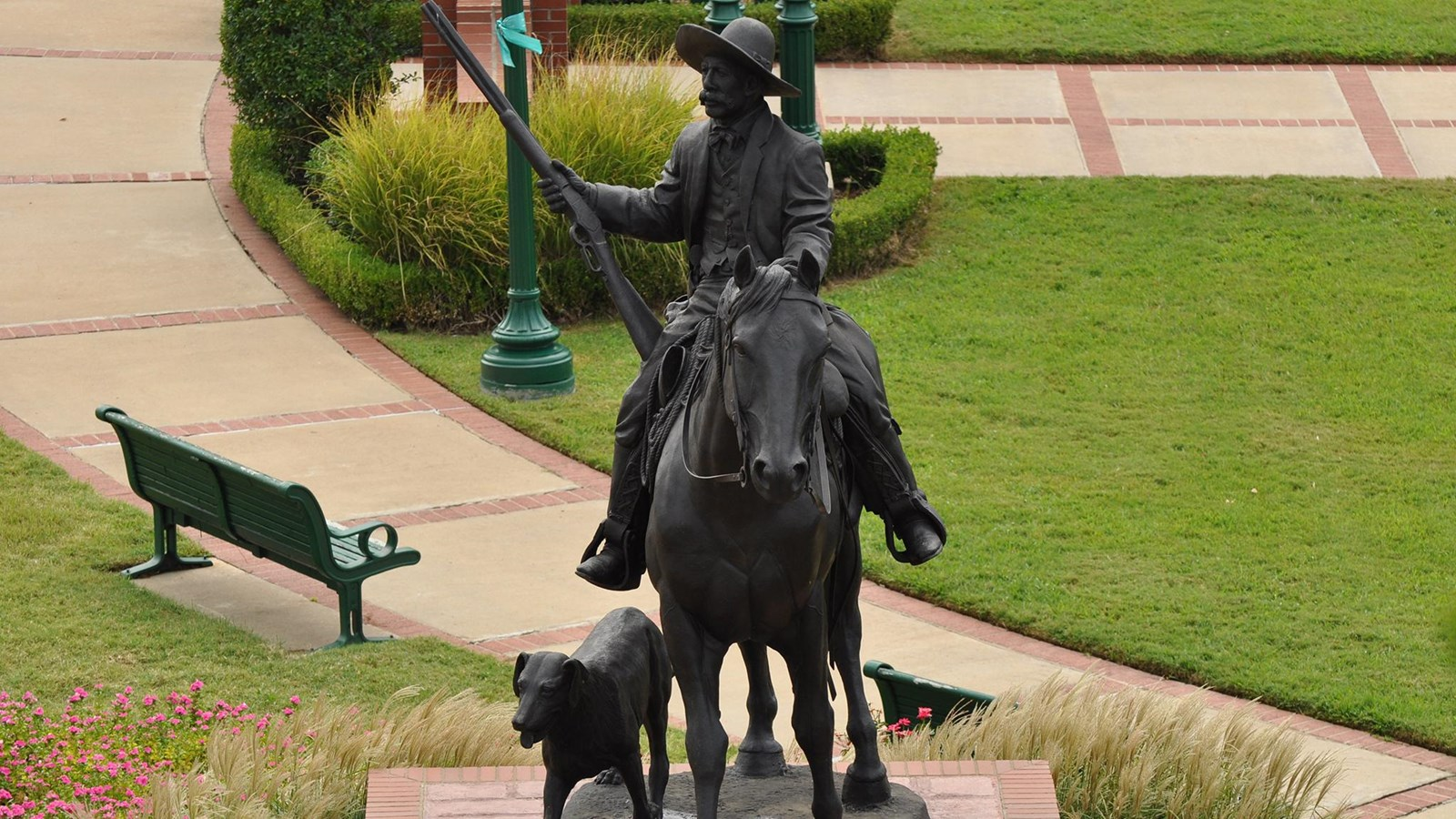
Estátua dedicada a Bass Reeves em Fort Smith, Arkansas

- O historiador Art Burton disse que Reeves foi a inspiração para o personagem do Lone Ranger. Burton faz esse argumento com base no grande número de pessoas que Reeves prendeu sem sofrer nenhum ferimento grave.[14] Esta teoria é contestada.[15][16]
- Em 2011, a ponte US-62, que atravessa o rio Arkansas entre Muskogee e Fort Gibson, Oklahoma, foi renomeada como Bass Reeves Memorial Bridge.[17]
- Em maio de 2012, uma estátua de bronze de Reeves pelo escultor de Oklahoma Harold Holden foi erguida no Pendergraft Park em Fort Smith, Arkansas.[18]
- Em 2013, ele foi introduzido no Texas Trail of Fame.[19]

### Televisão
- Reeves aparece com destaque em um episódio de How It's Made, no qual uma estatueta de colecionador de edição limitada de Bass Reeves é mostrada em vários estágios do processo de produção.[20]
- Em "The Murder of Jesse James", um episódio da série de televisão Timeless (primeira temporada, episódio 12), Reeves é interpretado por Colman Domingo.[21]
- Reeves foi o tema de destaque do episódio "Oklahoma" do Drunk History, no qual foi interpretado por Jaleel White.[22]
- Reeves é mencionado no episódio 2 da 3ª temporada da série de televisão Justified, enquanto dois US Marshals estão discutindo seus históricos US Marshals favoritos de todos os tempos.[23]
- Reeves aparece no episódio "Stressed Western" de Legends of Tomorrow, interpretado por David Ramsey . Ramsey é conhecido por ter interpretado o aliado e confidente do Arqueiro Verde, John Diggle, no Arrowverse desde o seu início. No contexto, Reeves é retratado como o ancestral de Diggle, onde Sara Lance o chamou de "Dig" em um ponto, embora ele pensasse que eles estavam gostando das atividades de tiroteio.
- 1883: The Bass Reeves Story, uma série limitada em seis partes estrelada por David Oyelowo, foi anunciada pela Paramount+ em setembro de 2021 até o título Bass Reeves; mais tarde foi renomeado e reformatado como uma sequência de 1883 (uma prequela de Yellowstone).[24][25]
- Uma minissérie baseada na biografia de Burton de 2006 (e coproduzida por Morgan Freeman) foi relatada como estando em desenvolvimento pela HBO em 2015.[26] O conceito foi posteriormente adquirido pela Amazon Studios em 2019, e encomendado para série em 2022 sob o título Twin Territories.[27]

### Filmes
- Em They Die by Dawn (2013), Reeves é interpretado por Harry Lennix.[28]
- Em abril de 2018, foi relatado que a Amazon Studios estava desenvolvendo uma cinebiografia de Reeves com roteiro e direção dirigidos por Chloé Zhao.[29] Nenhum anúncio posterior foi feito sobre o destino do projeto.

- Reeves é interpretado por Delroy Lindo em The Harder They Fall (2021).[30][31]

- Reeves é interpretado por Isaiah Washington no filme independente: Corsicana.[32]